# Подвиги Геракла (сборник новелл)
Подвиги Геракла (англ. The labours of Hercules) — сборник новелл Агаты Кристи, написанный в 1947 году, посвященный 12 расследованиям Эркюля Пуаро. Сюжет каждой из новелл построен как параллель к одному из мифов о подвигах Геракла; подвиги расположены в той же очерёдности, в какой, по легенде, совершались они главным из героев Эллады.

## Описание
Отличительной чертой сборника является ироничный подход к главному герою. Имя Эркюль является французской версией имени Геркулес или Геракл. Но само сравнение Пуаро с легендарным Гераклом мягко высмеивает образ знаменитого детектива. В отличие от большинства его крупных дел, описываемые «подвиги» по своему составу незначительны и вызывают у читателя чаще всего усмешку.
Таким образом, в «Подвигах Геракла» А. Кристи раскрывает юмористические грани своего таланта, не отходя при этом от присущего ей реализма.
Исходя из пролога произведения, «Подвиги Геракла» должны были стать заключительными делами Пуаро, однако, в действительности, впоследствии Агата Кристи написала ещё не менее девяти романов с его участием.

## Новеллы
В сборник входят пролог и 12 произведений:
- «Немейский лев»:

Исчезает дорогая собака породы пекинес.
- «Лернейская гидра»:

Молодой человек просит Пуаро уничтожить гидру слухов о том, что он якобы убил жену.
- «Керинейская лань»:

Водитель Пуаро просит его найти свою возлюбленную, такую же прекрасную как лань.
- «Эриманфский вепрь»:

Пуаро отправляется в Швейцарию в поисках убийцы, безжалостного как вепрь.
- «Авгиевы конюшни»:

Чиновники просят Пуаро очистить их подмоченную репутацию.
- «Стимфалийские птицы»:

На курорте молодой человек встречает двух дам, похожих на хищных птиц, однако позже две женщины просят спасти их от жестокого мужа.
- «Критский бык»:

Сын адмирала, похожий на бычка, сходит с ума, а его невеста просит Пуаро привести его в чувство.
- «Кони Диомеда»:

Пуаро просят раскрыть организатора[кто?] вечеринки с кокаином.
- «Пояс Ипполиты»:

Пуаро нужно найти украденную картину, а заодно и 15-летнюю школьницу.
- «Стадо Гериона»:

Пуаро просят спасти девушку, попавшую в секту.
- «Яблоки Гесперид»:

У богатого человека крадут кубок, на котором изображена яблоня.
- «Укрощение Цербера»:

Пуаро в метро встречает свою давнюю любовь — графиню Веру Русакову, которая говорит, что они встретятся в «Преисподней». Оказывается, это название нового клуба, где происходит продажа наркотиков и занимаются контрабандой. «Укротив» чёрного пса, именуемого Цербером, Пуаро разоблачает босса наркоторговцев.

## Экранизация
Сборник был экранизирован один раз в 2013 году в телесериале «Пуаро Агаты Кристи». Это было предпоследним делом Пуаро в сериале.
Сюжет очень отличается от первоисточника.
- Например, экранизированы только 3 истории: «Эриманфский вепрь», «Керинейская лань» и «Стимфалийские птицы». Эриманфский вепрь является главной сюжетной линией фильма. Остальные истории только с элементами, например, с элементами историй «Укрощение Цербера» и «Пояс Ипполиты». В фильме подвиги Геракла — это не случаи, похожие на одноимённые подвиги, а нахождение серии картин, украденной Марраско.
- Личность Марраско изменена.
- Здесь второй и последний раз появляется графиня Вера Русакова, её играет Орла Брейди.

## Публикации на русском языке

### Отдельные рассказы
- Стадо Гериона / Перевод И. Борсука // Вокруг света. — 1985. — № 3. — С. 50-54.
- Овцы Гериона / Перевод Н. Кролик // Наука и религия. — 1988. — № 7. — С. 60-64.
- Немейский лев / Перевод В. Томилова // Звезда Востока. — 1989. — № 12. — С. 185-196.
- Стадо Гериона / Перевод Н. Кондратьевой // Похищенное письмо: Классический остросюжетный рассказ. — М.: Правда, 1990. — С. 593-606.
- Критский бык / Перевод В. Широкова // Похищенное письмо: Классический остросюжетный рассказ. — М.: Правда, 1990. — С. 626-645.

### Сборник целиком
- Перевод И. Борсука // Кристи А. Сочинения: Выпуск 2-й. — М.: Новости, 1992. — Т. 8. — С. 184-438.